# Per Broman (entreprenör)
Per Inge Broman, född 1 mars 1970, är en svensk fotograf, företagare och kulturentreprenör. 
Per Broman har under många år varit verksam som fotograf och grundade 2010 tillsammans med sin bror, Jan Broman,  internationella fotografigalleriet och mötesplatsen Fotografiska, som nu finns i Stockholm, New York, Tallinn och Berlin. År 2020 lämnade han posten som vd för Fotografiska.
Tillsammans med sin sambo Lia Boysen öppnade han 2020 det annorlunda, året-runt-öppna våffelbruket och kulturgalleriet Vår fru i Visby.

## Priser och utmärkelser
Fotografiska och Per Broman har tilldelats följande priser: 
- Trendpriset – 2011[4]
- Dagens Industri, ”Årets Gasell Stockholm – 2013
- Bild och Ord Akademin ”Encyklopedipris" – 2014[5]
- Natur & Kulturs kulturpris 2015[6]
- Årets Hederspris på Elle Galan – 2016[7]
- Årets förändringsledare – 2019[1]